# Джеф Имелт
Джеф Имелт (на английски: Jeffrey R. Immelt) е настоящият председател на Съвета на директорите и главен изпълнителен директор на General Electric. Той е избран през 2000 г., за да замести Джон Франсис Уелч младши след пенсионирането му. Преди това Имелт оглавява GE Medical Systems (позната сега като GE Healthcare), като там е бил президент и главен изпълнителен директор.

## Биография
Има бакалавърска диплома по приложна математика от Колежа Дартмут (където е бил президент на студентското дружество Phi Delta Alpha) и MBA диплома от Бизнес училището на Харвард.

### GE
Работи в GE от 1982 и е в борда на 2 организации с идеална цел, една от които е фондацията „Робин Худ“ – благотворителна организация, която се опитва да смекчи проблемите, свързани с бедността в Ню Йорк.
Встъпването му в длъжността председател на Съвета на директорите и главен изпълнителен директор не започва според очакванията. Поема длъжността на 7 септември 2001 г., само 4 дни преди терористичните атаки над САЩ, когато загиват 2 служители на компанията и струват допълнително 600 милиона долара на застрахователния бизнес на GE, което има и пряко отражение върху важния за компанията бизнес с авиодвигатели.
Дж. Имелт успява да запази доброто представяне на GE, като компанията продължава да расте годишно с 10-11% за последните 6 години.
Последното ключово решение (юни 2007), което той взима, е да се продаде един от основните бизнеси на компанията, GE Plastics (пластмаси), като с освободените ресурси да се засилят останалите сектори, в които GE работи.

### Администрация на Обама
През февруари 2009 г. Барак Обама назначава Имелт като член и председател на Борда на съветниците по икономическо възстановяване, за да даде на американския президент и неговата администрация съвети за подобряване на икономическия спад на САЩ по това време.